# Івано-Франківська обласна філармонія імені Іри Маланюк
Івано-Франківська обласна філармонія імені Ірини Маланюк — державна концертна організація в Івано-Франківську, розташована по вул. Леся Курбаса, 3. Заснована у 1940 році. Початково діяла на одній сцені з музично-драматичним театром ім. Франка, згодом впродовж кількох десятиліть містилась в історичній будівлі по вул. Шевченка, 1. Після переїзду музично-драматичного театру у нову будівлю (1980 року), його попереднє приміщення повністю належить філармонії. 15 вересня 2017 року філармонії присвоєно ім'я Іри Маланюк.

## Колективи філармонії
При філармонії працюють такі колективи: академічний симфонічний оркестр (головний диригент – Сергій Черняк, диригент - Роман Дзундза), академічний камерний оркестр «Harmonia Nobile»(художній керівник та концертмейстер – народна артистка України Наталія Мандрика), струнний ансамбль «Quattro corde», ансамбль солістів філармонії «Бревіс» (художній керівник – заслужений артист України Ярослав Бибик), інструментальний ансамбль «ART PRESTIGE JAZZ GROUP» (художній керівник – Арсен Бучинський), ансамбль саксофоністів "JAZZ CLASSIC" (художній керівник – Мирослав Пасічняк); солісти-вокалісти: Оксана Романюк, Василь Герега, Анастасія Михайлів, Надія Абрамчук, Олексій Стронський та балетна школа (студія) імені В. Павліковського.

## Будівля філармонії
Приміщення філармонії зведене у 1891 році, в пишному архітектурному стилі за проєктом інженера міської залізниці Юзефа Лапінського. Він став переможцем конкурсу проєктів театральних будівель на замовлення музичного товариства ім. Станіслава Монюшка. На той час це приміщення призначалося для театру і було архітектурною окрасою Станиславова.
Під час Першої світової війни будівлю була зруйнована. Ґрунтовна реконструкція театру відбулася наприкінці 1920-х років минулого століття за проєктом Станіславського архітектора Станіслава Трелі. У 1929 році завершили реконструкцію, яка виявилася невдалою,— зникли баня і портик, всі вікна зробили прямокутними, пластичні прикраси зникли, натомість з'явився масивний балкон.
У листопаді 2010 р., через 4 роки будівництва, відкрили добудову до приміщення обласної філармонії вартістю в 7 млн грн.,— адміністративний корпус і сучасні звукоізольовані приміщення для репетицій.
Капітальний ремонт старого корпусу Івано-Франківської обласної філармонії — пам'ятки архітектури XIX століття проводили майже рік та завершили 20 грудня 2011 р.. Повністю було відреставровано концертний зал, а також створено малу залу на 70 глядачів. Обіцяного автентичного вигляду, на жаль, реставрація цій будівлі не повернула попри потрачені значні кошти — 12,7 мільйонів гривень. До «плюсів» оновленої філармонії можна віднести збільшені хол і основна сцена та облаштування малої сцени, а також збереження первісного вигляду «круглої» зали на другому поверсі.
Тепер основний зал вміщує 380 глядачів.